# Versepolder
De Versepolder is een polder binnen de huidige kom van Breskens, behorende tot de Baarzandepolders.
Het 10 ha metende poldertje werd geïnundeerd in 1583 en herdijkt in 1610. Het is vernoemd naar Hendrik Veersche, die opdracht tot herdijking gaf.
Aangezien de polder geheel opgenomen is in de bebouwing van Breskens, is ze niet meer als zodanig in het landschap te herkennen.